# Mallaghatta Amanikere, Turuvekere
Mallaghatta Amanikere là một làng thuộc tehsil Turuvekere, huyện Tumkur, bang Karnataka, Ấn Độ.